# Salon parisien de 1859
Le Salon de peinture et de sculpture de 1859 est une exposition de peinture, sculpture, architecture et gravure, organisée à Paris en 1859, au Palais des Beaux-arts, annexe du Palais de l'Industrie.

## Les exposants
Le livret du Salon de 1859 liste 1698 artistes prenant part à l'événement.
Parmi les nouveaux venus participant à l'exposition pour la première fois qui se feront par la suite un nom dans les milieux de l'art, Carolus-Duran fait ses débuts avec un autoportrait (Portrait de M. C. D..., no 958, non localisé). 

## Quelques œuvres exposées

### Peintures et dessins
| Numéro | Illustration       | Identification | Commentaire | Numéro de catalogue raisonné |
| ------ | ------------------ | --- | --- | ---------------------------- |
|        |                    | | |                              |
| 12     |                    | Oswald Achenbach Le môle de Naples Huile sur toile, 109 × 173 cm Paris, musée d'Orsay | |                              |
| 23     |                    | Théodore Caruelle d'Aligny Vue prise dans le parc de Mortefontaine Huile sur bois, 60 × 92 cm Lyon, musée des Beaux-Arts | |                              |
| 46     |                    | Auguste Anastasi Canal de Delft Huile sur toile Paris, musée d'Orsay | |                              |
| 74     |                    | Charles Édouard Armand-Dumaresq La mort du général Bizot Huile sur toile, 150 × 225 cm Paris, école militaire | |                              |
| 143    |                    | Félix-Joseph Barrias Débarquement de l'armée française à Old-Port (Crimée) Huile sur toile, 480 × 600 cm Versailles, musée national du château | |                              |
| 149    |                    | François Pierre Barry L'empereur Napoléon III recevant la reine Victoria en rade de Cherbourg, à bord du vaisseau La Bretagne Huile sur toile, 230 × 400 cm Marseille, musée des Beaux-Arts                                                                      | |                              |
| 156    |                    | Eugène Battaille Le Christ apparaissant à ses disciples Huile sur toile, 220,5 × 150,5 cm Gap, musée départemental des Hautes-Alpes | |                              |
| 165    |                    | Paul Baudry La Madeleine pénitente Huile sur toile, 94 × 147 cm Nantes, musée des Beaux-Arts | |                              |
| 166    |                    | Paul Baudry La Toilette de Vénus Huile sur toile, 136 × 84 cm Bordeaux, musée des Beaux-Arts | |                              |
| 170    |                    | Amédée Baumes Le Denier de la veuve Huile sur toile, 259 × 195 cm Carcassonne, musée des Beaux-Arts | |                              |
| 199    |                    | Hippolyte Bellangé Le salut d'adieu ou Mort d'un officier de zouaves Huile sur toile, 138 × 170 cm Luxembourg, ambassade de France | |                              |
| 202    |                    | Hippolyte Bellangé Épisode de la prise de Malakoff Huile sur toile, 46 × 55 cm Marseille, musée des Beaux-Arts | |                              |
| 204    |                    | Jean-Joseph Bellel Nezla d'Ouargla à la recherche d'un campement Huile sur toile, 121,5 × 296,5 cm Montpellier, musée Fabre | |                              |
| 211    |                    | Joseph Alfred Bellet du Poisat Les trois bohémiens Huile sur toile, 208,5 × 251 cm Grenoble, musée des Beaux-Arts | |                              |
| 212    |                    | Joseph Alfred Bellet du Poisat L'entrée des Hussites au Concile de Bâle Huile sur toile, 160,5 × 261 cm Grenoble, musée des Beaux-Arts | |                              |
| 226    |                    | François-Léon Benouville Sainte Claire recevant le corps de saint François d'Assise Huile sur toile, 118 × 80 cm Chantilly, musée Condé | |                              |
| 227    |                    | François-Léon Benouville Jeanne d'Arc écoutant ses voix Huile sur toile, 173,8 x 120,5 cm Reims, musée des Beaux-Arts | |                              |
| 232    |                    | Charles Benvignat Episode du bombardement de Lille en 1792 Huile sur toile, 72 x 103 cm Lille, musée des Beaux-Arts | |                              |
| 246    |                    | Marie-Henriette Bertaut Les funérailles de Buon del Monte Huile sur toile, 233 × 392 cm Marseille, musée des Beaux-Arts | |                              |
| 247    |                    | Pierre-Émile Berthélemy Après la tempête Huile sur toile, 128 × 210 cm Rouen, musée des Beaux-Arts | |                              |
| 272    |                    | Léon-Joseph Billotte Le départ pour l'école Huile sur bois, 41 × 32 cm Orléans, musée des Beaux-Arts | |                              |
| 276    |                    | Émile Bin Portrait d'Esprit-Victor-Elisabeth-Boniface, comte de Castellane, maréchal de France Huile sur toile, 215 × 140 cm Versailles, musée national du château                                                                                               | |                              |
| 282    |                    | Francis Blin Le matin dans la lande, souvenir de Monterfil (Ille-et-Vilaine) Huile sur toile, 131 × 227,7 cm Rennes, musée des Beaux-Arts | |                              |
| 309    |                    | François Bonvin La lettre de recommandation Huile sur toile, 65 × 54,5 cm Besançon, musée des Beaux-Arts et d'Archéologie | |                              |
| 330    |                    | Eugène Boudin Le Pardon de Sainte-Anne-La-Palud Huile sur toile, 87 × 146,5 cm Le Havre, musée Malraux | |                              |
| 335    |                    | William Bouguereau Le Jour des morts Huile sur toile, 147 × 120 cm Bordeaux, musée des Beaux-Arts | | 1859/01                      |
| 336    |                    | William Bouguereau L'Amour blessé, 1857 Huile sur toile, 82 × 64 cm Collection particulière | | 1857/07                      |
| 355    |                    | Louis Boulanger Rencontre de Gil-Blas et de Melchior Zapata Huile sur toile, 46,4 x 38,6 cm Collection particulière | |                              |
| 402    |                    | Jean-François Brémond Un Bohémien Huile sur toile, 134 × 103 cm Troyes, musée d'art et d'archéologie | |                              |
| 405    |                    | Albert Brendel Le départ des champs Huile sur toile, 81 × 160 cm Marseille, musée des Beaux-Arts | |                              |
| 409    |                    | Jules Breton Le rappel des glaneuses Huile sur toile, 90,5 × 176 cm Paris, musée d'Orsay | |                              |
| 410    |                    | Jules Breton Plantation d'un calvaire Huile sur toile, 135 × 250 cm Marseille, musée des civilisations de l'Europe et de la Méditerranée | |                              |
| 412    |                    | Jules Breton Une couturière Huile sur toile, 55,5 × 43 cm Collection particulière | |                              |
| 427    |                    | Édouard-Charles Brongniart Convalescence, religieuses de l'Ordre de Saint-Joseph Huile sur toile, 138 × 105 cm Saintes, musée de l’Échevinage | |                              |
| 433    |                    | Henriette Browne, Les Sœurs de charité Huile sur toile, 167 × 130 cm Hambourg, Hamburger Kunsthalle | |                              |
| 434    |                    | Henriette Browne, Une sœur Huile sur toile, 92,4 × 73,6 cm Liverpool, Walker Art Gallery Exposé à Sudley House (en) | |                              |
| 436    |                    | Henriette Browne, La Pharmacie, intérieur, localisation inconnue | |                              |
| 477    |                    | Armand Cambon L'étude de fleurs Huile sur toile, 27 × 21,5 cm Montauban, musée Ingres | |                              |
| 478    |                    | Armand Cambon Le billet Huile sur toile, 54 × 40,4 cm Montauban, musée Ingres | |                              |
| 479    |                    | Armand Cambon L'armoire Huile sur toile, 50 × 37,5 cm Montauban, musée Ingres | |                              |
| 500    |                    | Jérôme Cartellier La Conversion de saint Paul Huile sur toile, 351 × 291 cm Lille, église Saint-Pierre-Saint-Paul | |                              |
| 509    |                    | Armand Cassagne Une galerie à ciel ouvert du château de Pierrefonds Aquarelle, 46 × 34 cm Compiègne, musée Antoine Vivenel | |                              |
| 530    |                    | Pierre-Paul Cavaillé L'exécution du duc de Montmorency Huile sur toile, 114 × 148 cm Toulouse, musée des Augustins | |                              |
| 584    |                    | Victor Chavet La Dormeuse Huile sur toile, 36 × 26 cm Paris, Sénat, Palais du Luxembourg | |                              |
| 647    |                    | Louis Coignard Herbage et abreuvoir dans la vallée d'Auge Huile sur toile, 109 × 164 cm Lisieux, musée d'art et d'histoire | |                              |
| 670    |                    | Pierre-Charles Comte Alain Chartier et Marguerite d’Écosse Huile sur toile, 78 × 132 cm localisation inconnue | |                              |
| 688    |                    | Jean-Baptiste Camille Corot Dante et Virgile ; paysage Huile sur toile, 260,4 × 170,5 cm Boston, Museum of Fine Arts | |                              |
| 689    |                    | Jean-Baptiste Camille Corot Macbeth ; paysage Huile sur toile, 111 × 135,7 cm Londres, Wallace Collection | |                              |
| 690    |                    | Jean-Baptiste Camille Corot Idylle Huile sur toile, 162,5 × 130 cm Lille, musée des Beaux-Arts | |                              |
| 691    |                    | Jean-Baptiste Camille Corot Paysage avec figures Huile sur toile, 150 × 59,5 cm Collection particulière | |                              |
| 725    |                    | Alfred Couverchel Combat de Kanghil (Crimée) Huile sur toile, 152 × 300 cm Versailles, musée national du château | |                              |
| 741    |                    | Alfred de Curzon Psyché Huile sur toile, 159 × 96 cm Sermaize-les-Bains, mairie | |                              |
| 742    |                    | Alfred de Curzon Une jeune mère, souvenir de Picinesca Huile sur toile, 163 × 130 cm Nantes, musée des Beaux-Arts | |                              |
| 762    |                    | Yan' Dargent Le miracle de saint Houardon Huile sur toile, 235 × 148,7 cm Landerneau, Église Saint-Houardon | |                              |
| 766    |                    | Charles-François Daubigny Les graves au bord de la mer à Villerville Huile sur toile, 89 × 190 cm Marseille, musée des Beaux-Arts | |                              |
| 767    |                    | Charles-François Daubigny Les bords de l'Oise Huile sur toile, 122 × 213 cm Bordeaux, musée des Beaux-Arts | |                              |
| 768    |                    | Charles-François Daubigny Les laveuses, effet de soleil couchant sur l'Oise Huile sur toile, 43 × 90 cm Saint-Dizier, musée municipal | |                              |
| 772    |                    | François-Gustave Dauphin Le Christ au jardin des Oliviers Huile sur toile, 195 × 130 cm Mulhouse, mairie | |                              |
| 791    |                    | Alfred Decaen Expédition de Kabylie, prise de Tiguert-Hala le 24 mai 1857 Huile sur toile Versailles, musée national du château | |                              |
| 819    |                    | Eugène Delacroix La Montée au Calvaire Huile sur toile Metz, musée de la Cour-d'Or | |                              |
| 820    |                    | Eugène Delacroix Le Christ descendu au tombeau Huile sur toile, 56,3 x 46,3 cm Tokyo, National Museum of Western Art | |                              |
| 822    |                    | Eugène Delacroix Ovide en exil chez les Scythes Huile sur toile, 87,6 × 130,2 cm Londres, National Gallery, NG6262 | |                              |
| 824    |                    | Eugène Delacroix Rebecca enlevée par le templier Huile sur toile, 105 × 81,5 cm Paris, musée du Louvre | |                              |
| 825    |                    | Eugène Delacroix Hamlet et Horatio au cimetière Huile sur toile, 29,5 × 36 cm Paris, musée du Louvre | |                              |
| 832    |                    | Jules-Élie Delaunay La leçon de flûte Huile sur toile, 160 × 115 cm Nantes, musée des Beaux-Arts | |                              |
| 843    |                    | Charles-Jacques Denizard L'Assomption Huile sur toile, 300 × 200 cm Bussière-Galant, mairie | |                              |
| 846    |                    | Alexandre Desgoffe Le martyre de saint Maurice et de ses compagnons Huile sur toile, 320 × 220 cm Vienne (Isère), mairie | |                              |
| 852    |                    | Blaise Alexandre Desgoffe Vase d’améthyste (XVIe siècle) Huile sur bois, 35 × 26,7 cm Arras, musée des Beaux-Arts, dépôt du musée d'Orsay | |                              |
| 860    |                    | Louis Rémy Desjobert Le préau de Saint-Maurice ou Le préau de Charenton Huile sur bois, 40 × 68 cm Le Mans, musée de Tessé | |                              |
| 868    |                    | Laurent Détouche Galilée et le doge Léonardo Huile sur toile, 165 × 202 cm Carcassonne, musée des Beaux-Arts | |                              |
| 883    |                    | Louis-Théodore Devilly Le combat du marabout de Sidi-Brahim Huile sur toile, 192,6 × 266,7 cm Bordeaux, musée des Beaux-Arts | |                              |
| 934    |                    | Claude-Marie Dubufe Jeune femme grecque sortant du bain Huile sur toile, 203 x 125 cm Compiègne, musée national du château | |                              |
| 952    |                    | Eugène Dumoulin Charles Quint, retiré à Saint-Just, écrit le codicille de son testament pour indiquer à Philippe II la conduite qu’il doit tenir contre les hérétiques du royaume huile sur toile, 206 × 150,2 cm Genève, musée d'Art et d'Histoire              | |                              |
| 965    |                    | Marie Durand Le rêve du bonheur (d'après Constance Mayer) Peinture sur porcelaine, 26 × 36 cm Compiègne, musée Antoine Vivenel | |                              |
| 978    |                    | Louis Duveau Le retour du Pardon de Sainte-Anne de la Palud Huile sur toile, 37 × 61 cm Marseille, musée des civilisations de l'Europe et de la Méditerranée | |                              |
| 1050   |                    | Auguste-François-Joseph Feragu Saint Louis et son frère Robert transportent la sainte Couronne d'épines à Notre-Dame de Paris Huile sur toile, 422 x 604 cm Hyères, église Saint-Louis                                                                           | |                              |
| 1072   |                    | Paul Flandrin Les environs de Marseille Huile sur toile, 165 × 128 cm Angers, musée des Beaux-Arts | |                              |
| 1094   |                    | Edme-Adolphe Fontaine Attaque de la redoute Selinghinsk Huile sur toile, 142 × 192 cm Versailles, musée national du château | |                              |
| 1115   |                    | Amanda Fougère Fabiola et Syra Huile sur toile, 128,5 × 132,5 cm Cherbourg, musée Thomas-Henry | |                              |
| 1121   |                    | Jean Baptiste Marie Fouque Portrait de Madame Fouque et de ses deux fils Huile sur toile, 140 x 110 cm Nantes, musée des Beaux-Arts | |                              |
| 1127   |                    | Louis Français Les hêtres de la côte de Grâce, près d'Honfleur, effet d'automne Huile sur toile, 300 × 244 cm Bordeaux, musée des Beaux-Arts | |                              |
| 1177   |                    | Emma Gaggiotti Une dame italienne et son enfant Huile sur toile, 227 × 142 cm Grenoble, musée des Beaux-Arts | |                              |
| 1186   |                    | Victor Galos Le pic de Gers Huile sur toile, 55 x 72 cm Pau, musée des Beaux-Arts | |                              |
| 1187   |                    | Victor Galos Un sentier de montagne dans la vallée du Letour Huile sur toile, 41,5 x 51,5 cm Pau, musée des Beaux-Arts | |                              |
| 1209   |                    | Andrea Gastaldi Ophélia Huile sur toile, 200 × 143 cm Alençon, musée des Beaux-Arts et de la Dentelle | |                              |
| 1215   |                    | Amand Gautier La Promenade des sœurs de charité Huile sur toile, 106 × 187 cm Lille, musée des Beaux-Arts | |                              |
| 1236   |                    | Joseph Édouard de Gernon Vaches dans un pâturage Huile sur toile, 73,5 × 118,6 cm Rouen, musée des Beaux-Arts | |                              |
| 1238   |                    | Jean-Léon Gérôme Ave Caesar, morituri te salutant Huile sur toile New Haven, Yale University Art Gallery | |                              |
| 1239   |                    | Jean-Léon Gérôme Le roi Candaule Huile sur toile, 67 × 100 cm Ponce (Porto Rico), Museo de Arte de Ponce | |                              |
| 1276   |                    | Sébastien Charles Giraud Intérieur du salon de son altesse impériale madame la princesse Mathilde Huile sur toile, 63,5 × 100 cm Compiègne, musée national du château                                                                                            | |                              |
| 1278   |                    | Sébastien Charles Giraud Intérieur du cabinet de Monsieur le comte de Nieuwerkerke, directeur général des musées impériaux, au Louvre Huile sur toile, 85 × 108 cm Paris, musée du Louvre                                                                        | |                              |
| 1279   |                    | Pierre François Eugène Giraud Femmes d'Alger, intérieur de cour Huile sur toile, 190 × 140 cm Tours, musée des Beaux-Arts | |                              |
| 1329   |                    | Dominique Grenet de Joigny La Gorge-aux-loups, forêt de Fontainebleau Huile sur toile Niort, musée des Beaux-Arts | |                              |
| 1392   |                    | Édouard Jean Conrad Hamman André Vésale professant à Padoue en 1546 Huile sur toile, 97 × 129 cm Marseille, musée des Beaux-Arts | |                              |
| 1420   |                    | Ernest Hébert Les Cervarolles Huile sur toile, 288 × 176 cm Paris, musée d'Orsay | |                              |
| 1421   |                    | Ernest Hébert Rosa Nera à la fontaine Huile sur toile, 33,2 × 44,4 cm Paris, musée national Ernest Hébert | |                              |
| 1425   |                    | Pierre Edmond Alexandre Hédouin Un semeur à Chambaudoin Huile sur toile, 100 × 210 cm Boulogne-sur-Mer, château-musée | |                              |
| 1426   |                    | Pierre Edmond Alexandre Hédouin Un berger à Chambaudoin Huile sur toile, 65 × 82 cm Carcassonne, musée des Beaux-Arts | |                              |
| 1466   |                    | Nicolas-Auguste Hesse La Descente de Croix Huile sur toile, 125 × 80 cm Juziers, mairie | |                              |
| 1540   |                    | Charles-Gustave Housez L'assassinat d'Henri IV et l'arrestation de Ravaillac Huile sur toile, 120 × 95 cm Pau, musée national du château | |                              |
| 1541   |                    | Charles-Gustave Housez Marie Stuart et Châtelard Huile sur toile, 65 × 81,5 cm Poitiers, musée Sainte-Croix | |                              |
| 1576   |                    | Eugène Isabey Incendie du Steamer Austria, le 13 septembre 1858 Huile sur toile, 242 × 430 cm Bordeaux, musée des Beaux-Arts | |                              |
| 1586   |                    | Louis Godefroy Jadin Hallali d'un cerf aux étangs de Commelles Huile sur toile, 50 x 83 cm Chantilly, musée Condé | |                              |
| 1611   |                    | Philippe-Auguste Jeanron Bords de la Seine, vue du barrage de Bezons, soleil couchant Huile sur toile, 131,5 × 195,5 cm Arras, musée des Beaux-Arts | |                              |
| 1612   |                    | Philippe-Auguste Jeanron Paysans des environs de Combron (Corrèze) Huile sur toile, 162 × 227 cm Tours, musée des Beaux-Arts | |                              |
| 1649   |                    | Antoine-Valentin Jumel de Noireterre La Bataille de Balaklava Huile sur toile, 198 × 500 cm Paris, musée de l'Armée | |                              |
| 1750   |                    | Charles Landelle Le Pressentiment de la Vierge Huile sur toile, 166 × 120 cm Slovénie, localisation actuelle inconnue | Tableau volé par les Nazis en 1940 lorsque le tableau était déposé par les musées nationaux français à la Légation de France à Belgrade. |                              |
| 1772   |                    | Louis-Auguste Lapito Route de la Corniche dans la montagne de Borghetto Huile sur toile, 74 × 112 cm Valence, musée des Beaux-Arts | |                              |
| 1773   |                    | Louis-Auguste Lapito Vue de Menton, côte de Gênes Huile sur toile, 61 × 90 cm Menton, mairie | |                              |
| 1777   |                    | Charles-Philippe Larivière Rentrée dans Paris de son altesse impériale le Prince Président Huile sur toile, 345 × 502 cm Versailles, musée national du château                                                                                                   | |                              |
| 1796   |                    | Désiré François Laugée Le goûter des cueilleuses d’œillettes Huile sur toile Paris, musée d'Orsay | |                              |
| 1798   |                    | Désiré François Laugée Les petits amateurs Huile sur toile Rueil-Malmaison, musée national des châteaux de Malmaison et de Bois-Préau | |                              |
| 1814   |                    | Jules Joseph Augustin Laurens Paysage, souvenir d'Asie-Mineure Huile sur toile, 66,5 × 92 cm Montpellier, musée Fabre | |                              |
| 1830   |                    | Eugène Lavieille Soleil couchant à Précy-à-Mont Huile sur bois, 10,1 × 23,5 cm Dijon, musée national Magnin | |                              |
| 1838   |                    | Hippolyte Lazerges Le reniement de saint Pierre Huile sur toile, 130 × 163 cm Montpellier, musée Fabre | |                              |
| 1854   |                    | Charles-Joseph Lecointe L'Acqua Claudia, campagne de Rome Huile sur toile, 167 × 150 cm Rouen, musée des Beaux-Arts | |                              |
| 1861   |                    | Auguste-Louis-Gabriel Leconte de Roujou Vue de Marseille prise du palais de l'Empereur Huile sur toile, 171 × 270 cm Le Mans, musée de Tessé | |                              |
| 1892   |                    | Frédéric Legrip Nicolas Poussin à Paris (1641-1642) chez Le Sueur Huile sur toile, 123 × 150 cm Détruit, autrefois à Caen, musée des Beaux-Arts | |                              |
| 1894   |                    | Alphonse Legros L'Angélus Huile sur toile, 65,5 × 80,9 cm Collection particulière | |                              |
| 1911   |                    | Frederic Leighton Le comte Paris, accompagné du père Laurent et d’un cortège de musiciens, se rend à la maison des Capulets pour chercher Juliette, sa fiancée, et la trouve inanimée huile sur toile, 113,6 × 175,2 cm Adelaide, Art Gallery of South Australia | |                              |
| 1968   |                    | Charles Le Roux Prairies et marais de Corsept, au mois d'août, à l'embouchure de la Loire Huile sur toile, 113,5 × 189,5 cm Paris, musée d'Orsay | |                              |
| 1989   |                    | Émile Lévy Le souper libre Huile sur toile, 309 × 390 cm Amiens, musée de Picardie | |                              |
| 1990   |                    | Émile Lévy Ruth et Noémi Huile sur toile, 151 × 112 cm Rouen, musée des Beaux-Arts | |                              |
| 2002   |                    | Johann Wilhelm Lindlar Il monte Rosa ; paysage (Hautes-Alpes) huile sur toile, 108 × 202 cm musée des Beaux-Arts et d'Archéologie de Besançon | |                              |
| 2004   |                    | Frédéric Lix La cueillette du houblon en Alsace Huile sur toile Strasbourg, musée d'art moderne et contemporain | |                              |
| 2014   |                    | Léon Loire Le Pain bénit Huile sur toile Paris, musée d'Orsay | |                              |
| 2020   |                    | Émile Loncle La ferme de Barcenay-en-Othe Huile sur toile, 41,5 × 54 cm Troyes, musée d'art et d'archéologie | |                              |
| 2081   |                    | Charles-François Marchal Peine perdue Huile sur toile, 85 × 73 cm Béziers, musée des Beaux-Arts | |                              |
| 2082   |                    | Camille Marcille Portrait de Mme de C... Localisation actuelle inconnue | |                              |
| 2112   |                    | Bénédict Masson La bataille du lac de Trasimène Huile sur toile, 383 × 583 cm Dijon, musée des Beaux-Arts | |                              |
| 2115   |                    | Charles Paulin François Matet Tête d'homme, étude Huile sur toile, 81 × 65 cm Laon, musée archéologique | |                              |
| 2135   |                    | Alexis-Joseph Mazerolle Néron et Locuste essayant des poisons sur un esclave Huile sur toile, 290 x 375 cm Lille, musée des Beaux-Arts | |                              |
| 2148   | Prométhée enchaîné | Louis-Hippolyte-Arthur Mercier Prométhée enchaîné Huile sur toile Orléans, musée des Beaux-Arts | |                              |
| 2183   |                    | Jean-François Millet Femme faisant paître sa vache ou La Gardeuse de vache Huile sur toile, 73 × 93 cm Bourg-en-Bresse, musée de Brou | |                              |
| 2194   |                    | Raymond Quinsac Monvoisin Deux époux du Paraguay Aquarelle sur papier, 32 × 24 cm Buenos Aires, Museo Nacional de Bellas Artes | |                              |
| 2195   |                    | Raymond Quinsac Monvoisin Caupolican, chef des Araucaniens, prisonnier des espagnols Huile sur toile, 300 × 410 cm Santiago du Chili, Museo Historico Nacional                                                                                                   | |                              |
| 2196   |                    | Raymond Quinsac Monvoisin Elisa Bravo Jaramillo prisonnière des indiens Huile sur toile, 178 × 130 cm Talca, Museo O'Higginiano y de Bellas Artes | |                              |
| 2206   |                    | Antoine Léon Morel-Fatio, Épisode des fêtes de Cherbourg en 1858 : La reine Victoria à Cherbourg, 6 août 1858 Huile sur toile, 227 × 329 cm musée national de la Marine                                                                                          | |                              |
| 2215   |                    | Victor Mottez Phryné devant l'Aréopage Huile sur toile, 80 × 100 cm Dijon, musée des Beaux-Arts | |                              |
| 2216   |                    | Victor Mottez Zeuxis choisissant un modèle pour Hélène Huile sur bois, 81,5 × 102,6 cm Chantilly, musée Condé | |                              |
| 2217   |                    | Victor Mottez Portrait de Charles Benvignat, architecte Huile sur toile, 105 × 84 cm Lille, musée des Beaux-Arts | |                              |
| 2218   |                    | Victor Mottez Portrait de M. Blanquart-Evrard, imprimeur-photographe Huile sur toile, 113 × 95 cm Lille, musée des Beaux-Arts | |                              |
| 2226   |                    | Charles-Louis Müller La proscription des jeunes irlandaises catholiques en 1655 Huile sur toile, 139 × 238 cm Lyon, musée des Beaux-Arts | |                              |
| 2234   |                    | Jacques Alfred van Muyden (de) La Visite du curé localisation inconnue | |                              |
| 2242   |                    | Célestin Nanteuil Séduction ou Tentation Huile sur toile, 46 × 28 cm Dijon, musée des Beaux-Arts | |                              |
| 2243   |                    | Célestin Nanteuil Perdition Huile sur toile, 46 × 28 cm Dijon, musée des Beaux-Arts | |                              |
| 2248   |                    | Victor Navlet Cour Napoléon, nouveau Louvre Huile sur toile, 224 × 420 cm Compiègne, musée national du château | |                              |
| 2272   |                    | Omer Charlet Une halte sur les ruines, vue prise dans la campagne romaine Huile sur toile, 228 × 358 cm Douai, musée de la Chartreuse | |                              |
| 2300   |                    | Giuseppe Palizzi La traite des veaux dans la vallée de la Touque Huile sur toile, 332 × 585 cm Rouen, musée des Beaux-Arts | |                              |
| 2317   |                    | Antoine Pascal Le repos des bûcherons, intérieur de forêt Huile sur toile La Roche-sur-Yon, musée municipal | |                              |
| 2373   |                    | Octave Penguilly L'Haridon Les petites mouettes, rivage de Belle-Isle-en-Mer Huile sur toile, 73 × 91,5 cm Rennes, musée des Beaux-Arts | |                              |
| 2375   |                    | Charles-Olivier de Penne Une halte de bohémiens, paysage Huile sur toile Montbéliard, musée du château des ducs de Wurtemberg | |                              |
| 2381   |                    | Alexis Joseph Pérignon La Sainte Famille Huile sur toile Localisation actuelle inconnue (autrefois à la mairie de Saint-Denis-de-la-Réunion) | |                              |
| 2382   |                    | Alexis Joseph Pérignon Madame Lebrun chez la reine Marie-Antoinette Huile sur toile, 135 × 99,7 cm La Nouvelle-Orléans, New Orleans Museum of Art | |                              |
| 2432   |                    | Henri Félix Emmanuel Philippoteaux Charge des chasseurs d'Afrique au combat de Balaklava Huile sur toile, 296 × 446 cm Versailles, musée national du château | |                              |
| 2465   |                    | Auguste de Pinelli La Vierge et l'enfant Jésus ou La Sainte Famille Huile sur toile, 100 × 80 cm Boutigny-sur-Essonne, mairie | |                              |
| 2472   |                    | Camille Pissarro Paysage à Montmorency Huile sur bois, 21,5 × 27,2 cm Paris, musée d'Orsay | |                              |
| 2521   |                    | Alexandre Protais Attaque et prise du Mamelon-Vert et des Ouvrages-Blancs Huile sur toile, 385 × 585 cm Versailles, musée national du château | |                              |
| 2526   |                    | Pierre Puvis de Chavannes Un retour de chasse Huile sur toile, 245 × 395 cm Marseille, musée des Beaux-Arts | |                              |
| 2533   |                    | Eugène Quesnet Portrait des enfants de M. Pierre-Paul Pecquet du Bellet Huile sur toile, 146 × 114 cm Blérancourt, musée de la coopération franco-américaine | |                              |
| 2581   |                    | Jules Rigo Le Baptême de Clovis Huile sur toile, 460 × 715 cm Reims, musée des Beaux-Arts | |                              |
| 2582   |                    | Jules Rigo Le général en chef Canrobert au siège de Sébastopol Huile sur toile, 254 × 373 cm Versailles, musée national du château | |                              |
| 2617   |                    | Eugène Ronjat Le bon et le mauvais mouvement Huile sur toile, 55 × 65,5 cm Grenoble, musée des Beaux-Arts | |                              |
| 2636   |                    | Philippe Rousseau Nature morte ou Un déjeuner Huile sur toile, 73 × 92 cm Valenciennes, musée des Beaux-Arts | |                              |
| 2641   |                    | Théodore Rousseau Lisière de bois, plaine de Barbizon Huile sur toile, 54,6 x 65,4 cm Boston, Museum of Fine Arts | |                              |
| 2678   |                    | Paul de Saint-Martin La Fuite en Égypte Huile sur toile, 168 × 130 cm Laval, mairie | |                              |
| 2692   |                    | Anne-Élodie Salomon Un butor, nature morte Huile sur toile Localisation actuelle inconnue, autrefois à Verdun, musée de la Princerie | |                              |
| 2696   |                    | Louise-Joséphine Sarazin de Belmont Florence, vue de San Miniato Huile sur toile, 140 × 198 cm Toulouse, Chambre de Commerce | |                              |
| 2697   |                    | Louise-Joséphine Sarazin de Belmont Rome, vue du Monte Mario Huile sur toile, 140 × 198 cm Toulouse, Chambre de Commerce | |                              |
| 2698   |                    | Louise-Joséphine Sarazin de Belmont Naples, vue du Pausilippe Huile sur toile, 140 x 198 cm Toulouse, musée des Augustins | |                              |
| 2704   |                    | Arnold Scheffer Portrait de M. le capitaine Daguilhon-Pujol Huile sur toile, 113 × 68 cm collection particulière | |                              |
| 2709   |                    | Henry Scheffer Portrait de M. le docteur F. Churchill Huile sur toile, 100 × 82 cm collection particulière | |                              |
| 2730   |                    | Félicie Schneider Portrait de Mme la marquise de B... huile sur toile, 215 × 142 cm collection particulière | Portrait de Bernardine Henriette Marie de L'Espine, seconde épouse d'Alfred, marquis de Béthisy                                          |                              |
| 2774   |                    | Amédée Servin Le Ru de Misère à Villiers-le-Morin ou Paysage avec un troupeau à l'abreuvoir Huile sur toile Tours, musée des Beaux-Arts | |                              |
| 2782   |                    | Émile Signol La sainte Famille Huile sur toile, 145 x 147 cm Bény-sur-Mer, église Notre-Dame-de-l'Assomption | |                              |
| 2786   |                    | François Simon En chemin pour l'abattoir Huile sur toile, 195 × 250 cm Marseille, musée des Beaux-Arts | |                              |
| 2809   |                    | Adolf Stürler La Madone de Cimabue Huile sur toile, 261 × 350 cm Montauban, musée Ingres | |                              |
| 2813   |                    | Joseph Suchet Pêche au thon sur les côtes de Provence Huile sur toile, 200 × 300 cm Marseille, musée des Beaux-Arts | |                              |
| 2816   |                    | François Tabar Scène de la guerre de Crimée, attaque d'avant-poste Huile sur toile, 47 × 56 cm Compiègne, musée national du château | |                              |
| 2820   |                    | Philippe Tanneur L'escadre de l'amiral Bruat Huile sur toile, 170 × 240 cm Marseille, musée des Beaux-Arts | |                              |
| 2901   |                    | Constant Troyon Le retour à la ferme Huile sur toile, 261 × 391 cm Compiègne, musée national du château | |                              |
| 2902   |                    | Constant Troyon Le départ pour le marché Huile sur toile, 260,5 × 211 cm Saint-Pétersbourg, musée de l'Ermitage | |                              |
| 2903   |                    | Constant Troyon Vue prise des hauteurs de Suresnes Huile sur toile, 182,5 × 265,5 cm Paris, musée d'Orsay | |                              |
| 2904   |                    | Constant Troyon Vache qui se gratte Huile sur toile, 113 × 145,5 cm Paris, musée d'Orsay | |                              |
| 2953   |                    | Léon Viardot Le Christ et la Samaritaine Huile sur toile Gaillefontaine, église Notre-Dame | |                              |
| 2968   |                    | Hector Viger-Duvigneau La mort de saint Joseph Huile sur toile, 200 × 340 cm Muret (Haute-Garonne), mairie | |                              |
| 2985   |                    | Adolphe Viollet-le-Duc Les grandes eaux à Saint-Cloud Huile sur toile, 91 × 130 cm Saint-Quentin, musée Antoine Lécuyer | |                              |
| 2996   |                    | Ferdinand Wachsmuth Le lendemain de la prise du Mamelon-Vert, campagne de Crimée Huile sur toile, 188 × 290 cm Paris, musée du Louvre | |                              |
| 3024   |                    | Adolphe Yvon La gorge de Malakoff Huile sur toile, 500 × 750 cm Versailles, musée national du château | |                              |
| 3025   |                    | Adolphe Yvon La courtine de Malakoff Huile sur toile, 500 × 750 cm Versailles, musée national du château | |                              |
| 3032   |                    | Félix Ziem Constantinople ; L'entrée des eaux-douces d'Europe Huile sur toile, 70 x 108 cm Chantilly, musée Condé | |                              |

### Sculptures
| Numéro | Illustration | Identification | Commentaire | Numéro de catalogue raisonné |
| ------ | ------------ | --- | ----------- | ---------------------------- |
|        |              | |             |                              |
| 3053   |              | Auguste Arnaud Vénus aux cheveux d'or Marbre, 210 × 56 × 56 cm Compiègne, musée national du château                                            |             |                              |
| 3062   |              | Louis Auvray Buste de Watteau Marbre Détruit                                                                                                   |             |                              |
| 3081   |              | Hélène Bertaux, Les trois Vertus théologales bénitier en bronze Saint-Gratien, église Saint-Gratien                                            |             |                              |
| 3090   |              | Guillaume Bonnet Buste de Victor Orsel Marbre, 72 x 58 x 36 cm Lyon, musée des Beaux-Arts                                                      |             |                              |
| 3098   |              | Joseph Brian Buste de Gérard Edelinck Marbre, 81 × 62 × 44 cm Versailles, musée national du château                                            |             |                              |
| 3133   |              | Émile-François Chatrousse La Résignation Marbre Paris, église Saint-Eustache                                                                   |             |                              |
| 3135   |              | Émile-François Chatrousse Héloïse et Abélard Marbre, 100 cm Vendôme, musée municipal                                                           |             |                              |
| 3140   |              | Georges Clère Aphrodite agreste Marbre Paris, musée du Louvre                                                                                  |             |                              |
| 3154   |              | Marie-Noémi Cadiot, dit Claude Vignon Un génie, bas-relief Plâtre Tarbes, musée Massey                                                         |             |                              |
| 3157   |              | Augustin Courtet Nymphe des fontaines Marbre Paris, musée du Louvre                                                                            |             |                              |
| 3162   |              | Gustave Crauk Buste de Jacques Camou Marbre, 79 × 59 × 35 cm Versailles, musée national du château                                             |             |                              |
| 3164   |              | Gustave Crauk Buste d'Adolphe de Lanneau Marbre Paris, cimetière du Montparnasse, sur la tombe de Lanneau                                      |             |                              |
| 3170   |              | Antoine Laurent Dantan Buste d'Amédée-Célestin Perrin-Jonquière Marbre, 84 × 64 × 41 cm Versailles, musée national du château                  |             |                              |
| 3172   |              | Jean-Pierre Dantan Buste de Jean-Martial Bineau Marbre, 87 × 58 × 35 cm Versailles, musée national du château                                  |             |                              |
| 3214   |              | Antoine Etex La douleur maternelle Marbre, 120 × 85,5 × 80 cm Poitiers, musée Sainte-Croix                                                     |             |                              |
| 3215   |              | Antoine Etex Pâris Marbre Paris, musée du Louvre                                                                                               |             |                              |
| 3216   |              | Antoine Etex Hélène Marbre Paris, musée du Louvre                                                                                              |             |                              |
| 3226   |              | Jean-Baptiste Farochon La Mère Marbre, 156 × 80 × 90 cm Coutances, mairie                                                                      |             |                              |
| 3259   |              | Gustave-Alexandre Garnier Pêcheur endormi Plâtre, 65 × 100 × 55 cm Localisation actuelle inconnue, autrefois à Dieppe, musée-château           |             |                              |
| 3298   |              | Pierre Hébert Une captive Marbre Carcassonne, musée des Beaux-Arts                                                                             |             |                              |
| 3299   |              | Pierre Hébert Portrait de Louiche Desfontaines, membre de l'Institut Marbre, 72 × 56 × 34 cm Tremblay (Ille-et-Vilaine), mairie                |             |                              |
| 3316   |              | Henri-Frédéric Iselin Buste de Louis-Benoît Picard Marbre, 70 × 40 × 35 cm Paris, Institut de France                                           |             |                              |
| 3320   |              | Louis-Charles Janson Le Petit Pêcheur Marbre, 104 × 49 cm Collection particulière                                                              |             |                              |
| 3332   |              | Antonio Giovanni Lanzirotti La Pensierosa Marbre Paris, musée du Louvre                                                                        |             |                              |
| 3333   |              | Antonio Giovanni Lanzirotti L'esclave grecque Bronze, 93 × 100 cm Nice, musée des Beaux-Arts                                                   |             |                              |
| 3354   |              | Eugène-Louis Lequesne Portrait du maréchal Jacques-Armand Leroy de Saint-Arnaud Marbre, 212 × 83 × 78 cm Versailles, musée national du château |             |                              |
| 3361   |              | Joseph-Stanislas Lescorné Buste d'Armand Dufrénoy Marbre, 75 × 42 × 30 cm Paris, Institut de France                                            |             |                              |
| 3365   |              | Pierre Loison Pénélope dit aussi Diane Marbre, 130 × 42 cm Paris, musée de la Monnaie de Paris                                                 |             |                              |
| 3366   |              | Pierre Loison Sapho sur le rocher de Leucade Marbre Paris, musée du Louvre                                                                     |             |                              |
| 3367   |              | Pierre Loison Jeune fille portant un vase sur l'épaule Marbre, 125 × 28 × 28 cm Dole, musée des Beaux-Arts                                     |             |                              |
| 3369   |              | Jacques-Léonard Maillet Agrippine portant les cendres de Germanicus Plâtre, 188 × 65 × 50 cm Angers, musée des Beaux-Arts                      |             |                              |
| 3382   |              | Roland Mathieu-Meusnier Buste de Charles-Auguste Sainte-Beuve Marbre, 85 × 62 × 37 cm Versailles, musée national du château                    |             |                              |
| 3384   |              | Roland Mathieu-Meusnier Buste de Pierre Cartellier Marbre, 85 × 72 × 44 cm Versailles, musée national du château                               |             |                              |
| 3404   |              | Aimé Millet Mercure Plâtre, 195 cm Détruit, autrefois à Rennes, musée des Beaux-Arts                                                           |             |                              |
| 3428   |              | Alexandre Oliva Buste du général Michel-Brice Bizot Marbre, 88 × 65 × 40 cm Versailles, musée national du château                              |             |                              |
| 3433   |              | Eugène-André Oudiné Bethsabée Marbre Paris, musée du Louvre                                                                                    |             |                              |
| 3440   |              | Philippe Poitevin Le joueur de billes Bronze, 91 cm Marseille, Palais du Pharo                                                                 |             |                              |
| 3456   |              | Joseph Marius Ramus David Marbre, 176 × 85 × 65 cm Troyes, musée des Beaux-Arts et d'Archéologie                                               |             |                              |
| 3471   |              | Pierre Robinet Buste de Jean-Baptiste Huzard Marbre, 61 x 43 x 30 cm Paris, Académie nationale de Médecine                                     |             |                              |
| 3472   |              | Pierre Robinet Buste de Louis Benoît Guersant Marbre, 58 x 38 x 29 cm Paris, Académie nationale de Médecine                                    |             |                              |
| 3504   |              | André Vauthier-Galle Omphale Marbre, 94 cm Collection particulière                                                                             |             |                              |
| 3511   |              | Victor Vilain Portrait de James Pradier Marbre Versailles, musée national du château                                                           |             |                              |
| 3512   |              | Victor Vilain Buste d'Antoine Watteau Marbre, 74 × 58 × 36 cm Versailles, musée national du château                                            |             |                              |
| 3516   |              | Paul Virieu Caïn fuyant la colère divine Plâtre, 180 cm Localisation actuelle inconnue, autrefois à Grenoble, musée des Beaux-Arts             |             |                              |